# Edward de Vere

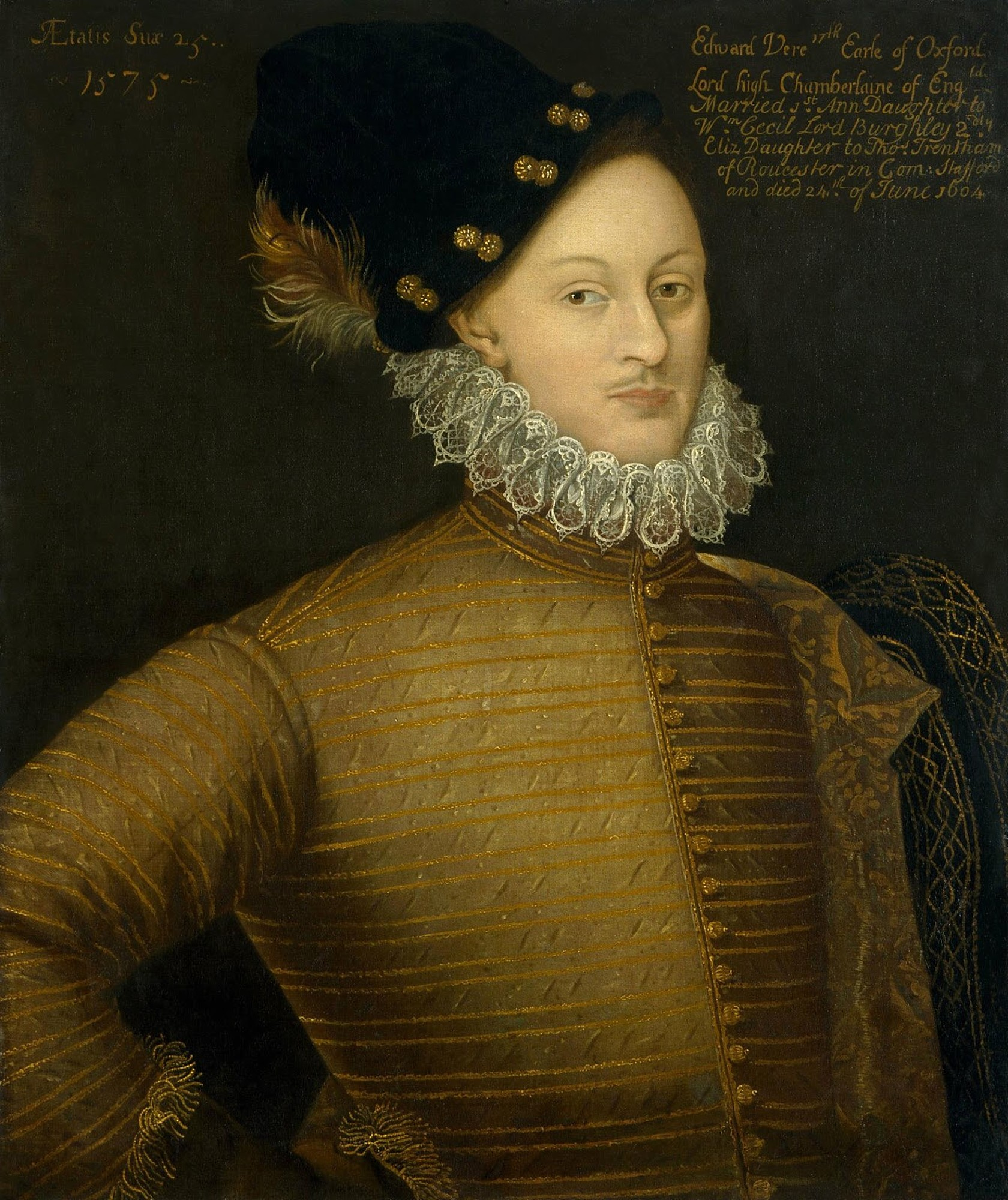
Edward de Vere, decimoséptimo conde de Oxford (1575), grabado de J. Brown basado en G. P. Harding.

Edward de Vere, 17.º conde de Oxford (Castle Hedingham, Essex, Inglaterra, 12 de abril de 1550–Kings Place, Hackney, Inglaterra, 24 de junio de 1604) fue un cortesano, autor teatral, poeta, deportista y mecenas de, por lo menos, dos compañías teatrales Oxford’s Men y Oxford’s Boys, como también de una compañía musical.
Fue hijo de John de Vere, XVI conde de Oxford, y de Margery Golding.
Oxford fue uno de los mecenas visibles de época isabelina; durante su vida, le fueron dedicadas treinta y tres obras, incluyendo publicaciones religiosas, filosóficas, médicas y musicales. Con todo, fue la literatura a la que dedicó su mayor patrocinio, con trece volúmenes dedicados al conde. Algunos de los autores que le ofrecieron sus obras fueron Edmund Spenser, Arthur Golding, John Lyly, Anthony Munday, y Thomas Churchyard, siendo los últimos empleados de De Vere por largos períodos de tiempo. Su enorme patronazgo, como también la mala gestión de sus bienes, le forzó a la venta de sus ancestrales terrenos. En 1586, la reina le concedió a De Vere una pensión anual de 1000 £. De Vere fue premiado con el mando militar de Flandes en 1585 y en 1588 con el de la Armada.
Edward de Vere es el más famoso candidato a la autoría de las obras de Shakespeare, una declaración que muchos historiadores rechazan pero que es apoyada por numerosos escritores y actores. Para más información acerca de este punto, véase la teoría oxfordiana de la autoría de las obras de Shakespeare. La película Anonymous (2011), del director Roland Emmerich, desarrolla en su trama esta teoría. Edward de Vere y la teoría de su autoría de las obras de Shakespeare son mencionados también en la novela "Así empieza lo malo" de Javier Marías y en la primera novela de Jennifer Lee Carrell, Sepultado con sus huesos (Interred with their bones), de
2007. Sin embargo, parece difícil aceptar esta teoría: sin ir más lejos, la fecha de su muerte es significativa: 1604, ocho años antes de que fuera escrita y representada la última obra de Shakespeare.

## Juventud
Después de la muerte de su padre el 3 de agosto de 1562, con apenas 12 años, Edward de Vere fue nombrado conde de Oxford y lord chambelán de Inglaterra, y heredó una paga de £2250 anuales.
Catorce meses después, su madre se casó con un miembro del Gentleman Pensioner llamado Charles Tyrrell.
El 16.º conde de Oxford había nombrado testamentarios a su viuda y a su único hijo heredero; sin embargo la administración dio sus bienes a su antiguo sirviente, llamado Robert Christmas.
Las tierras del conde pasaron a ser parte del patrimonio estatal bajo la custodia del secretario de Estado, sir William Cecil, y el joven Oxford fue enviado al St. John's College (en Cambridge), en vista de sus cualidades dramáticas. Margery Golding murió el 2 de diciembre de 1568.